# José Perácio
José Perácio Berjun (Nova Lima, 2 novembre 1917 – Rio de Janeiro, 10 marzo 1977) è stato un calciatore brasiliano.

## Carriera
Perácio giocò in svariati club brasiliani mentre con la Nazionale brasiliana disputò il Campionato mondiale di calcio 1938 giocando quattro partite e segnando tre gol.

## Palmarès

### Club

#### Competizioni nazionali
- Campionato Mineiro: 3

Villa Nova: 1933, 1934, 1935
- Campionato Carioca: 3

Flamengo: 1942, 1943, 1944